# Proud Mary (film)
Proud Mary è un film del 2018 diretto da Babak Najafi.
Il film vede la partecipazione di Taraji P. Henson, Billy Brown, Danny Glover, Neal McDonough, Xander Berkeley e Margaret Avery.
Proud Mary è stato distribuito nelle sale statunitensi dal 12 gennaio 2018 ed è stato accolto negativamente dalla critica.

## Trama
A Boston, l'assassina Mary Goodwin uccide il suo bersaglio Marcus Miller nel suo appartamento. Prima di andarsene, nota il giovane figlio di Marcus, Danny, nella sua stanza, ignaro della sua presenza. Un anno dopo, Danny, ignaro che Mary lo teneva d'occhio, lavora per uno spacciatore che si fa chiamare 'zio'. Quando un cliente, Jerome, cerca di metterlo in corto, Danny tira fuori una pistola e prende l'intero pagamento. Si compra da mangiare e consegna i soldi allo 'zio', che lo picchia per aver preso una parte dei soldi. Stordito, Danny riposa su una panchina ma un uomo gli ruba la borsa, costringendo Danny a inseguirlo e sparare in aria. Il ladro lascia cadere la borsa ma Danny sviene e viene trovato da Mary.
Danny si sveglia a casa di Mary e lei gli offre cibo e primo soccorso. Notando i segni degli abusi dello zio, Mary affronta il commerciante, ma è costretta ad uccidere lo zio ei suoi uomini. Lasciando Danny nel suo appartamento, Mary partecipa a un incontro con i suoi soci Tom, Walter e il loro datore di lavoro, il boss della mafia Benny Spencer. Si incontrano con Luka, che è lo zio dello zio e capo di una mafia rivale, e gli assicurano che non hanno nulla a che fare con la morte dello zio. Mary incoraggia il sospetto di Benny che Walter fosse responsabile dell'eliminazione dello zio e del suo equipaggio, e Benny le dice di uccidere Walter. Scoprendo il deposito di armi di Mary, Danny si apre a Mary sulla sua vita, ignaro che lei sia l'assassino di suo padre.
Mary segue Walter durante la sua corsa di routine e lo uccide. Luka manda i suoi uomini a tendere un'imboscata a Benny, uccidendo diversi membri del suo equipaggio. Determinato a vendicarsi, Tom, il figlio di Benny ed ex fidanzato di Mary, fa visita all'appartamento di Mary e interroga Danny. Tom tortura uno degli uomini di Luka, venendo a conoscenza di un imminente incontro di Luka e del suo equipaggio, e Benny invita Mary a portare Danny alla cena di compleanno di sua moglie Mina. Acquistando a Danny nuovi vestiti, Mary gli racconta della sua infanzia simile e lo istruisce su cosa dire a Benny, avvertendo che non ci si deve fidare di lui. Alla cena, Mary dice a Benny che vuole lasciarsi alle spalle la sua vita criminale e Tom la affronta, avendo dedotto che Danny è il figlio di Marcus.
Mary dice a Danny di iniziare una nuova vita altrove con la sua scorta di soldi, se dovesse succederle qualcosa. Prima che Tom e Mary prendano d'assalto il nascondiglio di Luka, lui la avverte che Benny non le permetterà di lasciare in vita il suo equipaggio poiché sa troppo. I due uccidono l'intero equipaggio di Luka, ma Mary viene ferita nell'attacco e non riescono a trovare Luka. Rifiutando l'aiuto di Tom, Mary torna a casa e dice a Danny scosso che Benny non la libererà mai. Danny va nell'ufficio di Benny, dove viene notato da Jerome, che lavora per Benny e chiede che a Mary sia permesso di andare avanti, tenendo Benny sotto tiro. Avendo appreso la vera identità di Danny da Tom, Benny dice a Danny la verità sulla morte di suo padre e prende la pistola, ma appare Mary. Mandando via Danny, implora Benny di lasciarla andare, ma lui rifiuta crudelmente, dichiarando che deve addestrare Danny come assassino.
Tom viene a sapere da Jerome che Danny è stata l'ultima persona vista con Benny. Mary trova Danny e condivide il suo rimorso per la morte di suo padre, promettendo di tenerlo al sicuro. Mentre Mary torna al suo appartamento, Danny viene catturato dagli uomini di Tom e portato da lui. Conferma che Mary ha ucciso suo padre e la informa che ha Danny. Arriva per salvarlo, uccidendo da sola tutti i suoi uomini. Liberando Danny, lei e Tom si trovano in una situazione di stallo, ma Mary se ne va. Tom le spara e Mary gli spara al petto, finendolo con un proiettile alla testa. All'esterno, Mary si riunisce con Danny; mentre i titoli di coda scorrono, partono insieme per una nuova vita.

## Casting
Taraji P. Henson è stata la prima attrice ad entrare nel cast, mentre il film era ancora senza regista. Nel febbraio del 2017, Babak Najafi (già regista di Attacco al potere 2), firmò come regista.
Il 5 aprile 2017, venne annunciato il resto del cast.

## Distribuzione
Il 20 luglio 2017 venne pubblicato il trailer ufficiale.
Il film, inizialmente previsto per il 26 gennaio 2018 è stato distribuito da Screen Gems nelle sale statunitensi due settimane prima, 12 gennaio 2018.

## Accoglienza

### Incassi
Negli Stati Uniti e in Canada, Proud Mary è stato distribuito il 12 gennaio 2018, insieme a L'uomo sul treno - The Commuter e Paddington 2, così come l'ampia espansione di The Post, e si prevedeva l'incasso di circa 20 milioni di dollari da 2.125 sale nel fine settimana di apertura. Dopo l'uscita, ha guadagnato 3,2 milioni di dollari nel suo primo giorno e 10 milioni nel fine settimana, finendo ottavo al botteghino e ultimo tra le nuove uscite.

### Critica
Il film è stato accolto negativamente dalla critica. Su Rotten Tomatoes ha un indice di gradimento del 28% con un voto medio di 4,2 su 10, basato su 53 recensioni. Il commento del sito recita: "Proud Mary dimostra che Taraji P. Henson ha più che sufficiente attitudine e carisma per portare un film d'azione - solo che, sfortunatamente, questo è indifferentemente assemblato". Su Metacritic, invece, ha un punteggio si 35 su 100, basato su 23 recensioni, che indica "recensioni generalmente sfavorevoli".
Il pubblico, intervistato da CinemaScore hanno dato al film un voto medio di "B+" su una scala da A+ a F.